# Jiří Školník
Jiří Školník (27. května 1944 – 10. listopadu 2015) byl český výtvarník, malíř, ilustrátor a grafik.

## Životopis
Vystudoval střední uměleckoprůmyslovou u prof. R. Pípala a prof. A. Vítka v roce 1963. Typické pro jeho práci bylo kouzlo tváří a figur často ovlivněné prostředím divadel, ve kterých dlouhá léta působil. V letech 1966 a 1975 působil jako malíř dekorací a grafik v Hudebním divadle Karlín, Divadle S.K.Neumanna a v Městských divadlech pražských, kde realizoval scénické návrhy Františka Trösta, A. Weniga, Z. Seydla, M. Medka, L. Fáry a dalších. V roce 1973 zrealizoval první samostatnou výstavu v galerii v Jilské ulici v Praze. O rok později se zúčastnil bienále ilustrací BIB a přehlídky čs. Užitého umění v galerii J. Frágnera a dalších. V období 1976–1982 působil jako výtvarník časopisu 100+1 zahraničních zajímavostí. V letech 1982–1986 pracoval jako výtvarný redaktor nakladatelství Naše vojsko. Od roku 1986 byl malířem na volné noze, ilustrátorem a grafikem. Spolupracoval v oblasti ilustrace a typografie s nakladatelstvími Československý spisovatel, Odeon, Orbis aj.
Ilustrace Jiřího Školníka jsou v knížkách pro děti, dospělé, přední české deníky a časopisy až po limitované vydání sbírky povídek Noc italského dramatika Luigiho Pirandella. Autor plakátů pro ústředí půjčovnu filmů a Galerii hlavního města Prahy (pro kterou v té době také vytvořil logo).
V letech 2000–2005 vyučoval studenty užité grafiky a designu na střední škole reklamní tvorby Michael. V roce 2021 byly reprodukce jeho vybraných obrazů zařazeny do centrální databáze certifikovaných limitovaných reprodukcí. K této příležitosti byla také v roce 2021 uspořádána výstava v Illusion Art muzeu na Staroměstském náměstí v Praze.